# Heisteria acuminata
Heisteria acuminata là một loài thực vật có hoa trong họ Olacaceae. Loài này được (Humb. & Bonpl.) Engl. mô tả khoa học đầu tiên năm 1872.